# Bischofsheim (Zeil am Main)
Bischofsheim ist ein Gemeindeteil der Stadt Zeil am Main im unterfränkischen Landkreis Haßberge in Bayern.

## Geographie
Das Dorf Bischofsheim liegt auf den Höhen der Haßberge. Durch den Ort verläuft die Kreisstraße HAS 14 von Zeil nach Dörflis.

## Geschichte
Am 1. Januar 1968 wurde Bischofsheim nach Zeil am Main eingemeindet.